# Millertheorem

Zweipol-Schaltbild

Das Millertheorem, benannt nach John Milton Miller, behandelt die Zerlegung von Impedanzen in elektrischen Netzen. Gibt es zwei Netze (Zweipole) die über eine reale Impedanz Z verbunden sind, so kann diese Impedanz virtuell so zerlegt werden, dass beide Netze getrennt betrachtet werden können. Das Millertheorem ist die Verallgemeinerung des Millereffekts.
Die Zerlegung in Z1 und Z2 ist dann korrekt, wenn beide Netze nach der Zerlegung die gleichen Impedanzen sehen wie vorher.
Die beiden Spannungen sind über die Verstärkung
{\displaystyle M={\frac {U_{2}}{U_{1}}}}
verknüpft, womit sich dann für die zerlegten Impedanzen Z1 und Z2:
{\displaystyle Z_{1}=Z{\frac {1}{1-M}}}
{\displaystyle Z_{2}=Z{\frac {M}{M-1}}}
ergibt.
Zu beachten ist, dass bei einer Verstärkung M größer eins die Impedanz Z1 negativ ist, wenn Z positiv ist. Bei einem invertierenden Verstärker M kleiner minus −1 verringert sich die Impedanz Z1 im Vergleich zu Z deutlich.

## Herleitung
Die Spannung UZ über die Impedanz Z ergibt sich aus der Differenz der Klemmenspannungen, wobei die Substitution durch M die aufgeführte Umwandlung ergibt. 
{\displaystyle I={\frac {U_{Z}}{Z}}={\frac {U_{1}-U_{2}}{Z}}={\frac {U_{1}}{Z}}\left(1-{\frac {U_{2}}{U_{1}}}\right)={\frac {U_{1}}{Z}}(1-M)}
Gleichzeitig gilt für die „gesehene“ Impedanz Z1:
{\displaystyle I=I_{1}={\frac {U_{1}}{Z_{1}}}}
Durch Gleichsetzen folgt:
{\displaystyle {\frac {U_{1}}{Z_{1}}}={\frac {U_{1}}{Z}}(1-M)}
und durch Äquivalenzumformung ergibt sich schließlich:
{\displaystyle Z_{1}={\frac {Z}{1-M}}}.
Analog gilt für die „gesehene“ Impedanz Z2:
{\displaystyle I={\frac {U_{Z}}{Z}}={\frac {U_{1}-U_{2}}{Z}}={\frac {U_{2}}{Z}}\left({\frac {U_{1}}{U_{2}}}-1\right)={\frac {U_{2}}{Z}}\left({\frac {1}{M}}-1\right)={\frac {U_{2}}{Z}}{\frac {1}{M}}\left(1-M\right)}
{\displaystyle I=-1\cdot I_{2}=-1\cdot {\frac {U_{2}}{Z_{2}}}}
{\displaystyle -1\cdot {\frac {U_{2}}{Z_{2}}}={\frac {U_{2}}{Z}}{\frac {\left(1-M\right)}{M}}}
{\displaystyle Z_{2}=Z{\frac {M}{M-1}}}